# Dům čp. 116 (Janov)
Dům čp. 116 je na katastrálním území Janov u Krnova obce Janov v okrese Bruntál. Dům je příkladem zděné lidové architektury jesenického typu z 18. století, dne 30. prosince 2002 byl Ministerstvem kultury České republiky prohlášen za kulturní památku Česka.

## Popis
Dům je samostatně stojící kamenná přízemní stavba postavená na obdélném půdorysu zakončená sedlovou střechou krytou vlnitým plechem. Je orientována okapovým průčelím. Východní štítové průčelí je dvouosé, štít je vertikálně bedněný s podlomenicí krytou břidlicí. Západní štítové průčelí je jednoosé. Hlavní vstup je v severním, čtyřosém okapovém průčelí. Kolna s pultovou střechou je přistavěna k jižnímu okapovému průčelí. Dispozice domu je trojdílná s dvoutraktovým uspořádáním. Podlahy jsou prkenné. Některé místnosti mají trámový záklopový strop.